# Jarzynski-Gleichung
Die Jarzynski-Gleichung ist eine von Christopher Jarzynski aufgestellte Gleichung der statistischen Mechanik. Sie verknüpft die Differenz der freien Energie {\displaystyle F} mit der Arbeit {\displaystyle W}, die in Nicht-Gleichgewichtsprozessen an einem System geleistet wird.
Die thermodynamischen Eigenschaften eines Systems in Kontakt mit einem Wärmebad konstanter Temperatur {\displaystyle T} lassen sich Hilfe der freien Energie {\displaystyle F} beschreiben. Wenn das System von externen Parametern {\displaystyle \lambda } abhängt, dann ist auch die freie Energie des Systems eine Funktion von diesen Parametern, {\displaystyle F=F\left(\lambda \right)} (die Abhängigkeit von {\displaystyle F} von der Temperatur spielt hier keine Rolle und ist weggelassen). Das System könnte z. B. ein langes Polymer in einer Flüssigkeit sein, das an einem Ende fixiert ist, der Parameter {\displaystyle \lambda } könnte eine Kraft sein, die am anderen Ende des Polymers zieht, oder einfach die Position des freien Endes.
Die Jarzynski-Gleichung verknüpft die bei Änderung von {\displaystyle \lambda } in der Zeit von einem Wert {\displaystyle \lambda _{A}} zu einem Wert {\displaystyle \lambda _{B}} am System geleistete Arbeit {\displaystyle W} mit der Änderung {\displaystyle \varDelta F=F\left(\lambda _{B}\right)-F\left(\lambda _{A}\right)} der freien Energie. Die Thermodynamik besagt, dass bei einer reversiblen (langsamen) Änderung von {\displaystyle \lambda } gilt {\displaystyle \varDelta F=W}. Bei einer schnellen Änderung von {\displaystyle \lambda } wird dagegen Entropie erzeugt und es gilt {\displaystyle \varDelta F<W}. 
Die Jarzynski-Gleichung
{\displaystyle e^{-\beta \varDelta F}={\overline {e^{-\beta W}}}}
geht über die thermodynamischen Aussagen hinaus, und setzt für beliebige langsame oder schnelle Änderungen der externen Parameter von {\displaystyle \lambda _{A}} zu {\displaystyle \lambda _{B}} die Änderung {\displaystyle \varDelta F} der freien Energie mit einem Mittelwert der geleisteten Arbeit {\displaystyle W} in Beziehung. In der Gleichung bezeichnet 
- das Symbol {\displaystyle \beta } den Ausdruck {\displaystyle 1/(k_{\mathrm {B} }T)} mit Boltzmann-Konstanten {\displaystyle k_{\mathrm {B} }} und absoluter Temperatur {\displaystyle T}
- der Querstrich {\displaystyle {\overline {\ {\stackrel {\left.\right.}{...}}\ }}} den Mittelwert über viele Experimente mit gleichem Zeitverlauf {\displaystyle \lambda \left(t\right)} der externen Parameter.

Die Jarzynski-Gleichung ist mit elementarer statistischer Mechanik beweisbar (Jarzynski 1997), folgt aber auch aus dem Crooks-Fluktuationstheorem.
Mit Hilfe der Gleichung kann man aus der in vielen Nicht-Gleichgewichtsprozessen geleisteten Arbeit W eine Gleichgewichts-Eigenschaft bestimmen, nämlich die freie Energie. Interessant ist das aber nur für Systeme mit nicht allzu vielen Freiheitsgraden. Andernfalls nämlich sind die Fluktuationen relativ klein, und die thermodynamischen Gleichungen beinhalten das Wesentliche.
Mit Hilfe der Jensenschen Ungleichung {\displaystyle {\overline {e^{x}}}\geq e^{\bar {x}}} folgt aus Jarzynski-Gleichung auch das thermodynamische Ergebnis {\displaystyle \varDelta F\leq W}.